# روش آمیزش هم‌ترازی

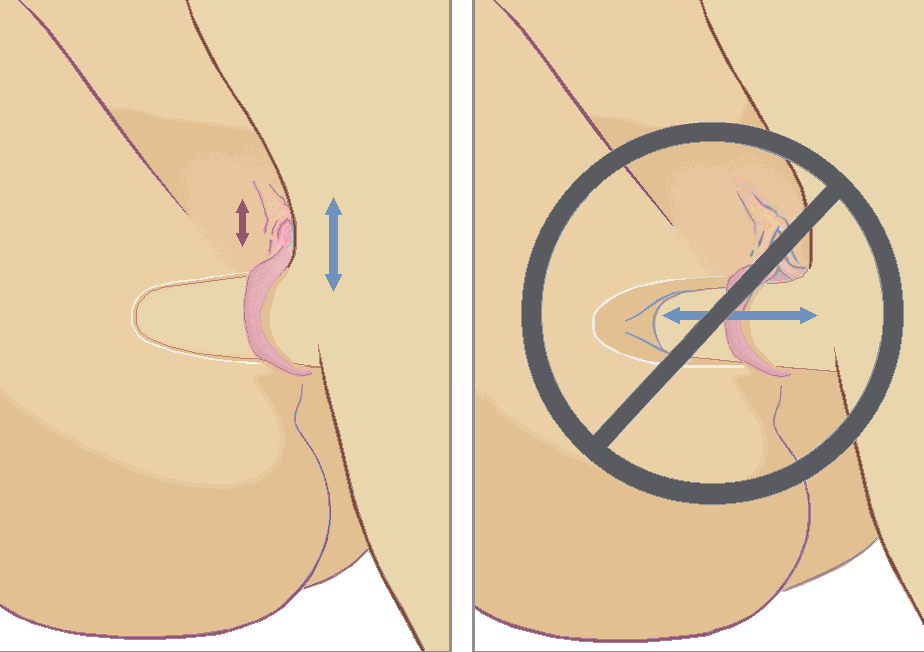

روش آمیزش هم‌ترازی (CAT) یکی از روش‌های آمیزش جنسی و مشابه روش قرارگیری مردرو است. در گفتار محاوره‌ای زبان انگلیسی به این روش آسیاب‌کردن ذرت نیز گفته می‌شود. این روش بیش‌تر به‌جهت به حداکثر رساندن برانگیختگی چوچوله و در نتیجه، لذت جنسی بیشتری برای زنان در هنگام آمیزش جنسی کاربرد دارد. در این روش بایستی مرد روی زن قرار گیرد و آلت خود را به‌جای آن‌که از زیر وارد مهبل کند، آن را از رو در بالای مهبل قرار دهد و با حرکات و فشار بالا و پایین که از سوی هر دو شریک صورت می‌پذیرد، چوچوله را تا بیش‌ترین حد ممکن تحریک نماید.

## روش انجام

روش آمیزش هم‌ترازی

برای انجام این روش مرد باید در روی زن قرار گیرد و در امتداد بدن زن به سمت بالا حرکت کند تا جایی که آلت او، که در حالت‌های دیگر به سمت «بالا» نعوظ می‌شود، در این حالت به سمت «پایین» نعوظ شده و قسمت پشتی آن روی چوچوله قرار گرفته و در در بالا و پایین شدن، به آن فشار وارد کند. در این روش طرف‌ها می‌توانند پاهایشان را به یکدیگر بپیچند. در این روش بیش‌تر حرکت بدنی توسط لگن صورت می‌گیرد؛ بدون اینکه تا حد زیادی از بازوها یا پاها استفاده شود. این روش از نظر جنسی، برانگیختگی زیادی ایجاد می‌کند و به طرف‌های درگیر در رابطه اجازه می‌دهند به‌طور طبیعی اوج بگیرند. چنانچه زن در بالا و مرد در زیر قرار بگیرد، به آن حالت آمیزش هم‌ترازی معکوس می‌گویند.

## پژوهش‌ها
این روش نخستین بار توسط روان‌درمانگر آمریکایی، ادوارد ایشل بازشناسی شد و پژوهش اصلی توسط ایچل، د سیمون ایچل و کول در سال ۱۹۸۸ در مجله درمان جنسی و زناشویی منتشر شد. از آن زمان، این موضوع چندین بار در همان مجله مورد مطالعه قرار گرفت. 
گزارشی در سال ۱۹۹۲ توسط کاپلان و کارآموزان درمانگر جنسی وی اذعان داشت که به گزارش مجموعه ای از مطالعات کنترل شده توسط هورلبرت و همکارانش، این روش از نظر آماری نتایج قابل توجهی در درمان اختلال کم‌میلی جنسی در زنان به‌دست داده‌است. 

## مطالعه بیش‌تر
- Eichel, Edward and Nobile, Philip. (1992) “The Perfect Fit: How to Achieve Mutual Fulfillment and Monogamous Passion Through the New Intercourse” Dutton Books.
- Hurlbert DF, Apt C. "The coital alignment technique and directed masturbation: a comparative study on female orgasm." J Sex Marital Ther. Spring 1995, 21(1):21-9. PMID 7608994
- Kaplan HS. "Does the CAT technique enhance female orgasm?" J Sex Marital Ther. Winter 1992, 18(4):285-91. PMID 1291699
- Pierce AP. "The coital alignment technique (CAT): an overview of studies." J Sex Marital Ther. Jul-Sep 2000, 26(3):257-68. PMID 10929574
- Paul Wolf on Eichel and CAT:  بایگانی‌شده  در ۵ سپتامبر ۲۰۱۲ توسط Archive.today بایگانی‌شده  در ۴ ژانویه ۲۰۱۳ توسط Archive.today]